# Kościół Najświętszej Maryi Panny Matki Kościoła w Zabrzu-Helence
Kościół NMP Matki Kościoła w Zabrzu – kościół znajdujący się w Zabrzu-Helence przy ulicy Jordana 84.

## Historia
Pozwolenie na budowę kościoła uzyskano w 1978. Teren pod kościół poświęcił bp Antoni Adamiuk. Budowy podjął się ks. Herman Piechota. Świątynię zaprojektował architekt Stanisław Sepioł z Zabrza. Budynek (podobny do kaplicy w Ronchamp) przypomina arkę.
Kościół budowano w latach 1980–1988.
Pierwszą mszę odprawiono 22 listopada 1982. Podczas mszy bp Alfons Nossol wmurował kamień węgielny. 
Konsekracji dokonał bp opolski Alfons Nossol 9 października 1988 roku.
W 2013 roku obchodzono 25-lecie konsekracji kościoła na Helence. 

## Organy
Organy wybudował Jan Maliński w 1994 roku. Posiadają elektryczną trakturę gry. Instrument poświęcono 22 listopada 1997.
Dyspozycja instrumentu:
| Manuał I           | Manuał II         | Manuał III              | Pedał                 |
| ------------------ | ----------------- | ----------------------- | --------------------- |
| 1. Trompete 8'     | 1. Krummhorn 8'   | 1. Regal-trompete 8'    | 1. Posaune 16'        |
| 2. Mixtur 4-5 fach | 2. Cymbel 3 fach  | 2. Scharff 3-4 fach     | 2. Mixtur 3 fach      |
| 3. Schwiegel 2'    | 3. Terz 1 3/5'    | 3. Gemshorn 2'          | 3. Flachflöte 2'      |
| 4. Spillpfeife 4'  | 4. Principal 2'   | 4. Koppelflöte 4'       | 4. Choralbass 4'      |
| 5. Octave 4'       | 5. Nasard 2 2/3'  | 5. Singend-Prinzipal 4' | 5. Gedeckt-Bass 8'    |
| 6. Rohrflöte 8'    | 6. Blockflöte 4'  | 6. Salicional 8'        | 6. Octavbass 8'       |
| 7. Principal 8'    | 7. Quintade 8'    | 7. Holzflöte 8'         | 7. Subbass 16'        |
| 8. Praestant 16'   | 8. Weitgedeckt 8' | 8. Ital.Principal 8'    | 8. Principal-Bass 16' |
|                    |                   | 9. Bordun 16'           |                       |

## Dzwony
4 grudnia 1987 bp. Jan Bagiński poświęcił cztery dzwony, odlane przez Ludwisarnię Felczyńskich z Taciszowa. W okresie od maja do września 2024 roku dzwony przeszły remont, polegający między innymi na uzupełnieniu ubytków w żelbetowej konstrukcji dzwonnicy oraz jej otynkowaniu. Wszystkie dzwony otrzymały nowe napędy.
|   | Imię        | Waga (kg)   | Ton | Średnica (cm) | Rok odlania | Odlewnia                              |
| - | ----------- | ----------- | --- | ------------- | ----------- | ------------------------------------- |
| 4 | św. Helena  | ok. 220 kg  | d"  | nieokreślona  | 1986        | Wacław i Tadeusz Felczyńscy, Taciszów |
| 3 | św. Jadwiga | ok. 500 kg  | as' | ok. 92 cm     | 1986        | Wacław i Tadeusz Felczyńscy, Taciszów |
| 2 | św. Anna    | ok. 1000 kg | f'  | ok. 120 cm    | 1986        | Wacław i Tadeusz Felczyńscy, Taciszów |
| 1 | św. Jacek   | ok. 1650 kg | es' | 140 cm        | 1988        | Wacław i Tadeusz Felczyńscy, Taciszów |